# Bandera de Misiones
La actual bandera de Misiones, provincia de Argentina, se implementó a través del decreto provincial n.° 326 el día 12 de febrero de 1992 y está conformada por los colores rojo, azul y blanco, en ese orden.
Según el propio José Artigas el significado de la bandera es el siguiente:
- Rojo: «por la sangre derramada para sostener nuestra libertad e independencia».
- Azul: «de nuestra decisión por la República».
- Blanco: «de nuestra distinción y grandeza».

Bandera de Misiones (1815-1827)

Bandera diseñada por Artigas, izada por primera vez en 1815 en la Provincia Oriental y en las de Entre Ríos, Misiones y Corrientes

La primera bandera de Corrientes

Bandera federal que usaba Andresito Guazurarí durante los combates.

## Historia
Después de haber ganado en Guayabos, José Artigas, hizo jurar por sus soldados una bandera: la de Manuel Belgrano a la cual le añadió un festón diagonal rojo 'punzó' como distintivo del federalismo, disponiendo enseña que la misma fuera izada en los demás Pueblos Libres (Liga Federal), el día 13 de enero de 1815. Esto le fue trasmitido al gobernador de Corrientes, José Silva, por medio de su lugarteniente Blas Basualdo. Silva acató las órdenes e informaba haber quedado enterado de la voluntad del jefe oriental de que se fije la bandera de tres colores: blanco, azul y colorado. Aunque evidentemente mal interpretó las instrucciones de Artigas, ya que la primera bandera correntina poseía una estrecha franja roja (gules) en medio de cada franja azul-celeste, esto es: la primera bandera correntina en lo real contaba con cinco franjas horizontales (las rojas de la mitad de anchura que cada una de las otras tres). Se explica esto, como ya se ha dicho, por una errónea interpretación del despacho remitido por Artigas al gobernador correntino, en tal despacho se indicaba que "una franja roja atravesará la bandera, de modo que ésta (franja roja) quede en medio de las franjas azules".
Artigas, al ver que sus disposiciones eran interpretadas de diferentes maneras, comunicó a Silva que la bandera debía ser uniforme a la usada por él, es decir, blanca en el medio, azul en los extremos con un festón o listón rojo. El 26 de marzo, en Montevideo, Fernando Otorgués izaba una bandera con una disposición de los colores que la enarbolada en Corrientes. 
Más tarde Andresito Artigas, a su llegada a Misiones a principios de marzo, introdujo su bandera con el color rojo, identificando el federalismo y la sangre derramada por sus defensores, y el azul celeste y el blanco tomados del pabellón nacional.
Recién en 1816, en Montevideo, se usó la bandera azul y blanca cruzada diagonalmente por una franja roja, como las que se izaron en Provincia de Entre Ríos y Santa Fe. 
En lo que respecta a Misiones, se siguió usando la de tres franjas horizontales de iguales dimensiones, existiendo dudas que sus colores siguieron siendo los originales artiguistas: blanco, azul-celeste y rojo. Durante mucho tiempo se dijo que la bandera misionera constaba de tres franjas horizontales con los siguientes colores: blanco, verde y rojo, e incluso se ha llegado a decir que los colores de tal bandera eran "blanco, verde y negro", la teoría para tal equívoco sería: la bandera federal que usaba Andresito Guazurarí durante los combates se encontraba desleída, de modo que el azul-celeste había virado a un color verdoso y el rojo había quedado obscurecido. Sin embargo también se dice que el verde sería el color "local". Al entrar Andresito Artigas a Corrientes con sus tropas se relata los colores como blanco verde y rojo, lo que llevaría a pensar que el azul de la bandera desleída no era demasiado oscuro, por lo que tal vez su color original haya sido cercano al celeste claro, y el "verde" visto sea el oscurecimiento de ese color.
El 12 de febrero de 1992 es firmado un decreto por el gobernador de la provincia de Misiones, Federico Ramón Puerta, en el que daba un carácter oficial a la bandera.

## Banderas similares
- Bandera de la República Srpska es idéntica, salvo por la proporción de la misma.
- Bandera de Serbia es idéntica, salvo por el escudo nacional que lleva en el lado izquierdo.
- Bandera de Rusia es muy parecida a la bandera de Misiones, con la diferencia de que el orden de los colores está invertido, siendo en la rusa: blanco, azul y rojo. (Eso también pasa con Eslovenia y Eslovaquia, solo que tienen escudos)
- Es igual a la bandera que fue enarbolada por las tropas artiguistas comandadas por Fernando Otorgués al conquistar Montevideo en 1815 y que actualmente utiliza el partido político uruguayo Frente Amplio.